# The Quiet One (film, 2011)
The Quiet One är en svensk film från 2011. Regissörer och producenter är Ina Holmqvist och Emelie Wallgren. Filmen hade svensk premiär vid Göteborg International Film Festival i månadsskiftet januari-februari 2012. Dessförinnan hade den deltagit i dokumentärfilmfestivalen IDFA (Internationella dokumentärfilmsfestivalen i Amsterdam). Den är även nominerad till Berlins internationella filmfestival 2012.
Filmen handlar om Maryam som är sex år gammal och nyss kommit till Stockholm efter att ha flytt från Iran tillsammans med sin mor. Filmen skildrar hur Maryam försöker finna sig till rätta i den nya tillvaron där allt är nytt, inte minst språket. 

### Fotnoter
1. ↑  http://www.stdh.se/nyhetslista-1/international-documentary-film-festival-amsterdam
2. ↑  http://www.berlinale.de/en/programm/berlinale_programm/datenblatt.php?film_id=20125884